# Độ cong
Trong hình học, độ cong thể hiện sự lệch hướng tại một điểm trên đường cong, mặt cong hay không gian Riemann nói chung.

## Độ cong của một đường cong

### Định nghĩa
Theo Cauchy, tâm đường cong C tại một điểm là giao điểm của hai pháp tuyến vô cùng gần nhau, và bán kính cong {\displaystyle R} là khoảng cách từ điểm đó đến C. Và độ cong {\displaystyle \kappa } chính là nghịch đảo của bán kính cong {\displaystyle R}.
{\displaystyle \kappa ={\frac {1}{R}}}
Gọi {\displaystyle ds} là độ dài dường cong mà 2 pháp tuyến cách nhau, và {\displaystyle d\phi } là góc hợp bởi 2 pháp tuyến. Ta có định nghĩa khác về độ cong:
{\displaystyle \kappa ={\frac {d\phi }{ds}}}

### Tính độ cong của một đường cong phẳng

#### Trong hệ tọa độ Descartes
Xem thêm: Hệ tọa độ Descartes
Nếu đồ thị được cho dưới dạng hệ phương trình tham số {\displaystyle {\begin{cases}x=x(t)\\y=y(t)\end{cases}}}, từ phần trên ta có định nghĩa:
{\displaystyle \kappa ={\frac {d\phi }{ds}}={\dfrac {\dfrac {d\phi }{dt}}{\dfrac {ds}{dt}}}={\dfrac {\dfrac {d\phi }{dt}}{\sqrt {\left({\dfrac {dx}{dt}}\right)^{2}+\left({\dfrac {dy}{dt}}\right)^{2}}}}={\dfrac {\dfrac {d\phi }{dt}}{\sqrt {{x'}^{2}+{y'}^{2}}}}}
{\displaystyle d\phi } là góc hợp bởi 2 pháp tuyến, ta cũng có thể coi nó như góc lệch giữa 2 đường tiếp tuyến. Từ đó ta có thể định nghĩa {\displaystyle \phi } là góc tiếp tuyến của đường cong.
{\displaystyle \tan \phi ={\dfrac {dy}{dx}}={\dfrac {\dfrac {dy}{dt}}{\dfrac {dx}{dt}}}={\dfrac {y'}{x'}}}
Lấy đạo hàm 2 vế theo tham số {\displaystyle t} ta được:
{\displaystyle {\frac {d}{dt}}(\tan \phi )=\left(1+{\tan }^{2}\phi \right){\frac {d\phi }{dt}}={\dfrac {x'y''-y'x''}{{x'}^{2}}}}
{\displaystyle \Leftrightarrow {\frac {d\phi }{dt}}={\frac {1}{1+{\tan }^{2}\phi }}{\dfrac {x'y''-y'x''}{{x'}^{2}}}={\frac {1}{1+{\left({\dfrac {y'}{x'}}\right)^{2}}}}{\dfrac {x'y''-y'x''}{{x'}^{2}}}={\dfrac {x'y''-y'x''}{{x'}^{2}+{y'}^{2}}}}
Kết hợp các kết quả thu được ta có:
{\displaystyle \kappa ={\dfrac {x'y''-y'x''}{\left({x'}^{2}+{y'}^{2}\right)^{3/2}}}}
Nếu đồ thị được cho bởi một hàm số {\displaystyle y=f(x)} thì độ cong được tính như sau:
{\displaystyle \kappa ={\dfrac {\dfrac {d^{2}y}{dx^{2}}}{\left[1+\left({\dfrac {dy}{dx}}\right)^{2}\right]^{3/2}}}}

#### Trong hệ tọa độ cực
Xem thêm: Hệ tọa độ cực
Nếu đồ thị được cho bởi một hàm số {\displaystyle r=r(\theta )} thì độ cong được tính như sau:
{\displaystyle \kappa ={\dfrac {r^{2}+2\left({\dfrac {dr}{d\theta }}\right)^{2}-r{\dfrac {d^{2}r}{d\theta ^{2}}}}{\left[r^{2}+\left({\dfrac {dr}{d\theta }}\right)^{2}\right]^{3/2}}}}

#### Ví dụ

##### Đường thẳng
Đường thẳng {\displaystyle {\begin{cases}x=t\\y=at+b\end{cases}}} hay {\displaystyle y=ax+b} sẽ có độ cong được tính như sau:
{\displaystyle x'=1,\quad x''=0,\quad y'=a,\quad y''=0,\quad {\dfrac {dy}{dx}}=a,\quad {\dfrac {d^{2}y}{dx^{2}}}=0}
Áp dụng công thức ta có:
{\displaystyle \kappa ={\dfrac {x'y''-y'x''}{\left({x'}^{2}+{y'}^{2}\right)^{3/2}}}={\dfrac {1\cdot 0-a\cdot 0}{\left({1}^{2}+{a}^{2}\right)^{3/2}}}=0}
hay công thức:
{\displaystyle \kappa ={\dfrac {\dfrac {d^{2}y}{dx^{2}}}{\left[1+\left({\dfrac {dy}{dx}}\right)^{2}\right]^{3/2}}}={\dfrac {0}{\left[1+a^{2}\right]^{3/2}}}=0}
Vậy độ cong của một đường thẳng bằng 0.

##### Đường tròn
Đường tròn {\displaystyle {\begin{cases}x=R\cos t\\y=R\sin t\end{cases}}} hay {\displaystyle r=R} sẽ có độ cong được tính như sau:
{\displaystyle x'=-R\sin t,\quad x''=-R\cos t,\quad y'=R\cos t,\quad y''=-R\sin t,\quad {\dfrac {dr}{d\theta }}=0,\quad {\dfrac {d^{2}r}{d\theta ^{2}}}=0}
Áp dụng công thức ta có:
{\displaystyle \kappa ={\dfrac {x'y''-y'x''}{\left({x'}^{2}+{y'}^{2}\right)^{3/2}}}={\dfrac {(-R\sin t)\cdot (-R\sin t)-(R\cos t)\cdot (-R\cos t)}{\left[{(-R\sin t)}^{2}+{(R\cos t)}^{2}\right]^{3/2}}}={\frac {1}{R}}}
hay công thức:
{\displaystyle \kappa ={\dfrac {r^{2}+2\left({\dfrac {dr}{d\theta }}\right)^{2}-r{\dfrac {d^{2}r}{d\theta ^{2}}}}{\left[r^{2}+\left({\dfrac {dr}{d\theta }}\right)^{2}\right]^{3/2}}}={\dfrac {R^{2}+2\cdot 0^{2}-R\cdot 0}{\left[R^{2}+0^{2}\right]^{3/2}}}={\frac {1}{R}}}
Vậy độ cong của một đường tròn là nghịch đảo bán kính của nó.

##### Các đường khác
- Đường parabol {\displaystyle y=ax^{2}} sẽ có độ cong được tính như sau:

{\displaystyle {\dfrac {dy}{dx}}=2ax,\quad {\dfrac {d^{2}y}{dx^{2}}}=2a}
Áp dụng công thức ta có:
{\displaystyle \kappa ={\dfrac {\dfrac {d^{2}y}{dx^{2}}}{\left[1+\left({\dfrac {dy}{dx}}\right)^{2}\right]^{3/2}}}={\dfrac {2a}{\left[1+(2ax)^{2}\right]^{3/2}}}={\dfrac {2a}{\left(1+4a^{2}x^{2}\right)^{3/2}}}}
- Đường ellipse {\displaystyle {\begin{cases}x=a\cos t\\y=b\sin t\end{cases}}} sẽ có độ cong được tính như sau:

{\displaystyle x'=-a\sin t,\quad x''=-a\cos t,\quad y'=b\cos t,\quad y''=-b\sin t}
Áp dụng công thức ta có:
{\displaystyle \kappa ={\dfrac {x'y''-y'x''}{\left({x'}^{2}+{y'}^{2}\right)^{3/2}}}={\dfrac {(-a\sin t)\cdot (-b\sin t)-(b\cos t)\cdot (-a\cos t)}{\left[{(-a\sin t)}^{2}+{(b\cos t)}^{2}\right]^{3/2}}}}
{\displaystyle ={\frac {ab}{\left[\left({\dfrac {ay}{b}}\right)^{2}+\left({\dfrac {bx}{a}}\right)^{2}\right]^{3/2}}}={\frac {ab}{\left[a^{2}\left(1-{\dfrac {x^{2}}{a^{2}}}\right)+{\dfrac {b^{2}}{a^{2}}}x^{2}\right]^{3/2}}}}
{\displaystyle ={\frac {ab}{\left[a^{2}-\left(1-{\dfrac {b^{2}}{a^{2}}}\right)x^{2}\right]^{3/2}}}={\frac {ab}{\left(a^{2}-e^{2}x^{2}\right)^{3/2}}}}
với {\displaystyle e={\sqrt {1-{\dfrac {b^{2}}{a^{2}}}}}} là tâm sai của ellipse.

### Độ cong của một đường cong ghềnh
Độ cong của một đường cong ghềnh (trong không gian 3 chiều) có hệ phương trình tham số trong hệ tọa độ Descartes {\displaystyle {\begin{cases}x=x(t)\\y=y(t)\\z=z(t)\end{cases}}} được tính theo công thức
{\displaystyle \kappa ={\frac {\sqrt {(z''y'-y''z')^{2}+(x''z'-z''x')^{2}+(y''x'-x''y')^{2}}}{(x'^{2}+y'^{2}+z'^{2})^{3/2}}}}